# Антоній Вільгельм Радзивілл
Антоній Вільгельм Радзивілл (пол. Antoni Wilhelm Radziwiłł; 31 березня 1833 — 16 грудня 1904) — військовий діяч польського походження Німецької імперії, 14-м ординат Несвізький і 11-й ордин Клецький.

## Життєпис
Походив зі знатного роду Радзивіллів, Прусської гілки. Старший син Вільгельма Радзивілла, прусського генерала, та Матильди Христини, доньки Карла Йосипа, 3-го князя Кларі-Альдрінген. Народився 1833 року. Навчався у французькій гімназії в Берліні. Військову службу в прусській армії розпочав у 1852 році в гвардійському артилерійському полку. На рік був відряджений до артилерійсько-інженерного училища; на той час він був приписаний до батьківського полку і в 1854 році отримав звання офіцера артилерії. У 1856 році супроводжував прусського кронпринца Вільгельма під час коронації Олександра II у Москві. У 1857—1858 роках проходив 8-місячне стажування в 3-му артилерійському полку в Магдебурзі. 1857 року пошлюбив представницю впливового французького роду де Кастелян, пов'язаного з родом Талейран-Перігор.
У період з 1858 по 1861 рік навчався в загальновійськовій школі при Військовій академії в Берліні. У 1860 році йому було присвоєно звання лейтенанта. 1861 року отримав звання капітана. 1865 року вперше відвідав Несвізький замок, де вирішив відродити палац і маєток. Під час Австро-прусської війни 1866 року був майором прусського генерального штабу при гвардійському корпусі принца Августа Вюртемберзького. Того ж року стає членом Палати панів Пруссії. 1869 року стає підполковником. Він став довіреною особою короля Вільгельма I, часто супроводжує його на важливих подіях.
Саме Радзивілл доправив Емську депешу графу Вінсенту Бенедетті, що призвело до подальшої війни. 1870 року брав участь у франко-прусській війні. У 1871 році отримав звання полковника і оклад командира бригади. У 1876 році став генералом. З 1885 року він був ад'ютантом імператора Вільгельма I, зберігши цю посаду за його наступника Фрідріха III. Звільнений з посади у 1888 році після вступу Вільгельма II на престол, надавши почесне звання генерал артилерії.
У своєму палаці, який був відомим салоном у Берліні, він часто приймав польських гостей та політиків із партії «Католицький центр». В цей час вже завершено ремонті роботи в Несвізькому замку та завдяки дружині Радзивілла було зведено парковий комплекс. Тут подружжя влаштовувалася мисливські сезони, учасниками яких були європейські аристократи та монархи, зокрема імператор Вільгельм II.
Помер в Берліні 1904 року. Похоронні церемонії року за участю імператора Вільгельма II. 18 липня 1905 року похований у склепі родини Радзивіллів у церкві Тіла Христового у Несвіжі.

## Родина
Дружина — Марія, донька маркіза Анре де Кастільяно
Діти:
- Єжи Фридерик (1860—1914)
- Ельжбета Матильда (1861—1950), дружина графа Романа Потоцького
- Гелена Августа (1874—1958), дружина графа Юзефа Миколая Потоцького
- Станіслав Вільгельм (1880—1920)

## Нагороди

### Прусське королівство
- Пам'ятний хрест за кампанію 1866
- Орден Корони (Пруссія)
  - 3-го класу з мечами (20 вересня 1866)
  - 1-го класу з мечами на кільці (22 березня 1883)
- Королівський орден дому Гогенцоллернів, лицарський хрест з мечами
  - орден (19 січня 1868)
  - мечі (1871)
- Залізний хрест 2-го класу
- Орден Червоного орла
  - 2-го класу з дубовим листям (22 березня 1874)
    - зірка до ордена 2-го класу (2 листопада 1881)

  - великий хрест (20 вересня 1890)
- Хрест «За вислугу років» (Пруссія)
- Орден Чорного орла з ланцюгом
  - орден (22 березня 1894)
- Князівський орден дому Гогенцоллернів, почесний хрест 1-го класу з мечами
- Почесний шеф 1-го гвардійського польового артилерійського полку
- Столітня медаль

### Вюртемберзьке королівство
- Орден Вюртемберзької корони
  - командорський хрест з мечами (1870)
  - великий хрест (1885)
- Орден Фрідріха (Вюртемберг), великий хрест (1876)

### Баварське королівство
- Орден Святого Губерта (1871)
- Орден «За військові заслуги» (Баварія), командорський хрест

### Австро-Угорщина
- Орден Леопольда (Австрія), командорський хрест (1871)
- Орден Франца Йосифа, командорський хрест (1872)
- Орден Залізної Корони 1-го класу (1884)

### Велике герцогство Гессенське
- Орден Філіппа Великодушного 1-го класу з мечами (25 вересня 1877)
- Орден Людвіга (Гессен-Дармштадт), командорський хрест 2-го класу

### Ліппе
- Орден дому Ліппе, почесний хрест 1-го класу
- Медаль «За військові заслуги» (Ліппе)

### Велике герцогство Мекленбург-Шверінське
- Орден Вендської корони, великий хрест з короною в руді
- Хрест «За військові заслуги» (Мекленбург-Шверін) 2-го класу

### Італійське королівство
- Орден Святих Маврикія та Лазаря, великий хрест
- Орден Корони Італії, великий хрест

### Російська імперія
- Орден Білого Орла
- Орден Святої Анни 2-го класу з алмазами
- Орден Святого Володимира 3-го класу з мечами

### Інші країни
- Орден Білого Сокола (Велике герцогство Саксен-Веймар-Айзенаське)
  - командорський хрест (10 жовтня 1867)
  - великий хрест (1887)
- Орден Заслуг герцога Петра-Фрідріха-Людвіга (Велике герцогство Ольденбурзьке)
  - командорський хрест з мечами (22 березня 1871)
  - великий хрест з мечами на кільці (18 лютого 1878)
- Орден Меча (Шведсько-норвезька унія)
  - командорський хрест 1-го класу (2 червня 1875)
  - великий хрест (1889)
- Орден Церінгенського лева (Велике герцогство Баденське)
  - командорський хрест 1-го класу з мечами (1875)
  - великий хрест (1881)
- Орден Альберта Ведмедя, командорський хрест 1-го класу (Ангальтське герцогство; 1876)
- Орден Альберта (Саксонія), великий хрест (1877)
- Орден дому Саксен-Ернестіне, великий хрест (1878)
- Орден Карлоса III, великий хрест (Іспанія; 2 квітня 1888)
- Орден Почесного легіону, офіцерський хрест (Франція)
- Орден «Османіє» 1-го класу
- Авіський орден, великий хрест (Португальське королівство)
- Орден Зірки Румунії, великий хрест